# Pfarrkirche Teuchl

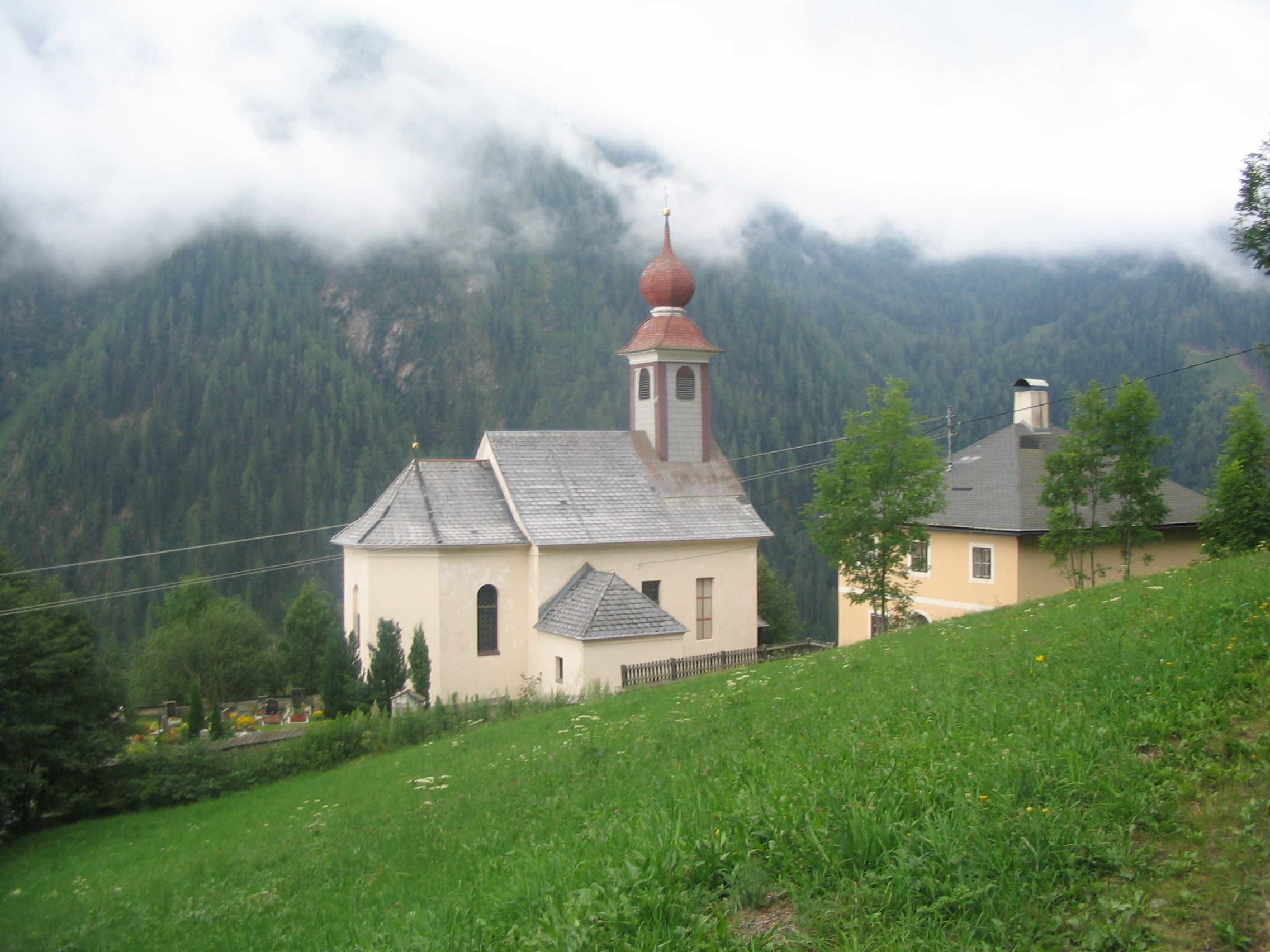
Kirche und Pfarrhof mit Sicht aus Nordosten

Die römisch-katholische Pfarrkirche Heilige Dreifaltigkeit ist ein denkmalgeschützter Bau in Teuchl, Gemeinde Reißeck in Kärnten. Sie ist von einem Friedhof und dem ebenfalls denkmalgeschützten Pfarrhof umgeben.

## Geschichte
Um 1650 wurde in Teuchl mit dem Bau einer Kapelle begonnen. Diese wurde ab 1746 abgetragen und es wurde mit dem Bau der Kirche begonnen. Die Pfarre Obervellach zahlte hierzu 1150 Gulden und behielt daher das Vogteirecht als Mutterkirche. Am 12. Juli 1758 weihte Pfarrer Franz Wohlgemuth aus Obervellach die Kirche auf die Heilige Dreifaltigkeit.
1765 überreichten die Einwohner Teuchls eine Bittschrift und die Ernennung zur selbstständigen Seelsorgestation und die Einstellung eines eigenen Geistlichen an Maria Theresia. Darauf erfolgte die Ernennung zur Kuratie, einer mitbetreuten Seelsorgestation. 1846 wurde Teuchl zur eigenen Pfarre und von Kolbnitz oder Obervellach mitbetreut.

## Architektur

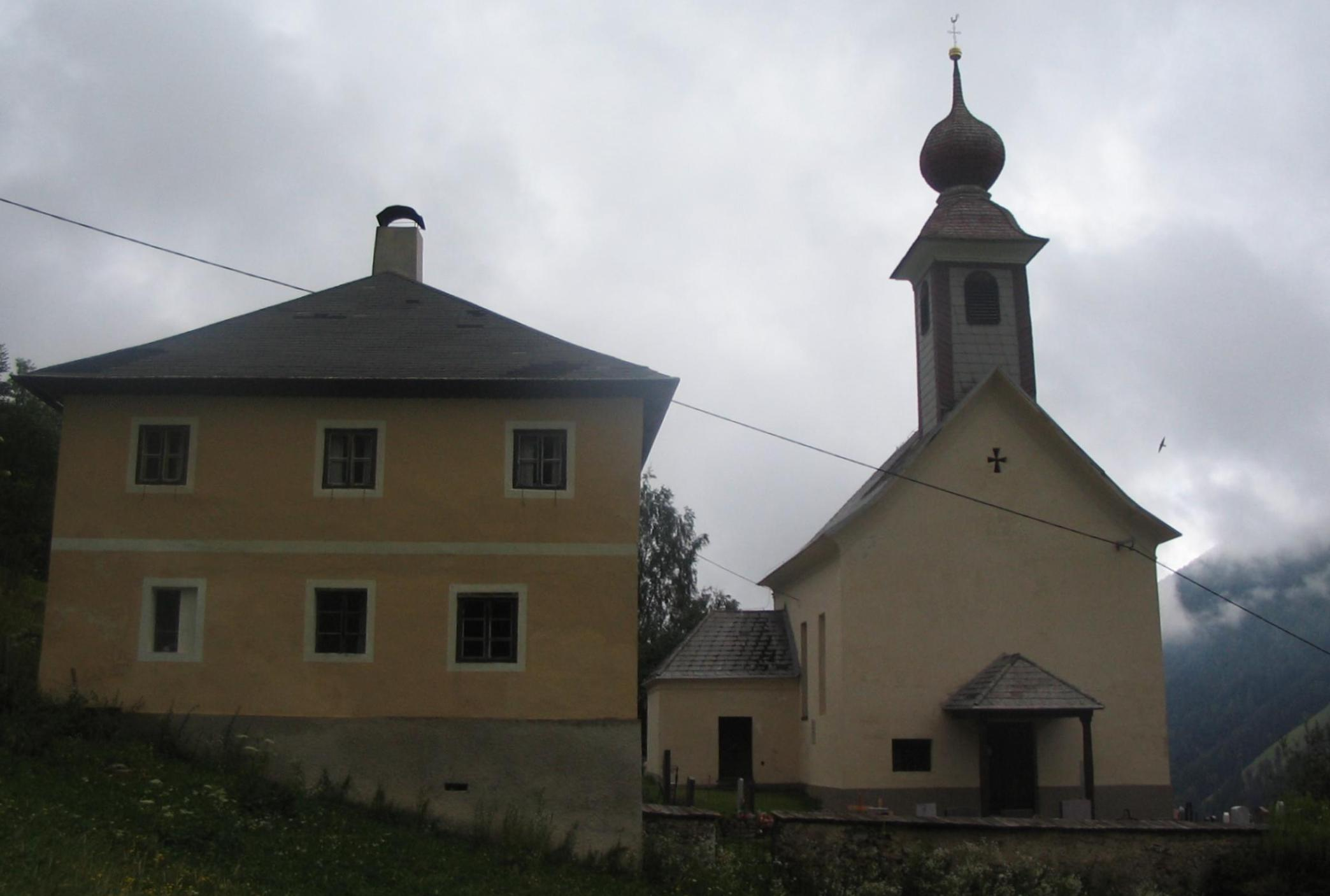
Kirche und Pfarrhof mit Sicht aus Westen

Die der Heiligen Dreifaltigkeit geweihten Pfarrkirche ist eine kleine, barocke Saalkirche, die 1685 errichtet und 1758 geweiht wurde. Sie besitzt einen von einem Zwiebelhelm bekrönten westlichen Dachreiter, eine nördlich angebaute Sakristei und einen polygonalen Chor. Vom einschiffigen, flachgedeckten Langhaus (mit einer Holzempore) gelangt man über den pilastergegliederten Triumphbogen in den Chor mit halbrundem Schluss. Der Chor, von einer Flachtonne mit Stichkappen überwölbt, besitzt ein Vorjoch und ist ein klein wenig schmäler und niedriger als das Langhaus. Die Fenster der Kirche sind rechteckig und rundbogig. Das Deckengemälde im Stuckrahmenfeld zeigt das Abendmahl.
Der Hochaltar stammt aus der Mitte des 18. Jahrhunderts und ist mit Opfergangsportalen sowie vorschwingenden Seitenteilen versehen. Die Mittelgruppe des Altars zeigt die Trinität in der ikonographischen Form des Gnadenstuhls. Die Seitenfiguren stellen die Heiligen Agatha und Matthäus dar. Die Konsolenfiguren im Chor sind die Heiligen Sebastian, Petrus, Paulus, Florian, Johannes Nepomuk sowie Ignatius von Loyola. Der linke Seitenaltar besitzt, wie sein rechtes Gegenstück, gewundene Säulen sowie ein geschnitztes Kruzifix. Der rechte Seitenaltar zegt die Figur der Madonna sowie im Aufsatz einen leuchtertragenden Engel. Die Konsolenfiguren aus der Rokokozeit zeigen den Heiligen Josef und vermutlich den Heiligen Ägidius.

## Pfarrhof
Der Pfarrhof ist ein zweigeschoßiger, kubischer Bau, der um das Jahr 1820 errichtet wurde. Das Gebäude ist in einer Hanglage erbaut worden und wird von einem Walmdach bedeckt. Seine Fassade ist geglättet.

## Anmerkung
1. 1 2  Die Jahresangaben zum Bau differieren zwischen den Quellen Reißeck im Wandel der Zeit und Dehio-Handbuch.

Koordinaten: 46° 52′ 16″ N, 13° 13′ 46,8″ O